# Institut Congolais pour la Conservation de la Nature

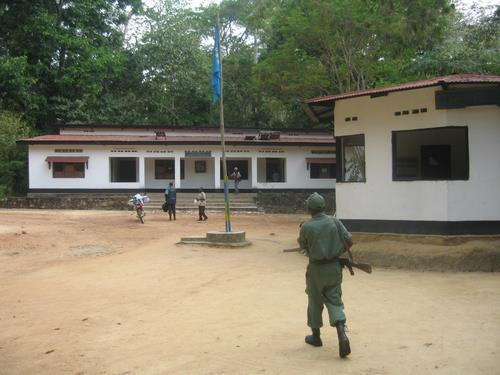
Guarda-florestal em frente a um posto do ICCN em Epulu, 2004

O Institut Congolais pour la Conservation de la Nature (ICCN, em português: Instituto Congolês para a Conservação da Natureza) é um parceiro governamental da República Democrática do Congo encarregado da proteção e conservação do Parque Nacional de Virunga e do Parque Nacional de Kahuzi-Biega, ambos Patrimônios Mundiais da UNESCO na República Democrática do Congo. Os membros do ICCN são responsáveis pela proteção geral dos parques e do ameaçado gorila-das-montanhas. O ICCN trabalha com vários parceiros de ONGs nacionais e internacionais.
Desde 2008 seu presidente é Yves Mobando Yogo e seu diretor administrativo é o pastor e doutor Cosma Wilungula Balongelwa.

## História

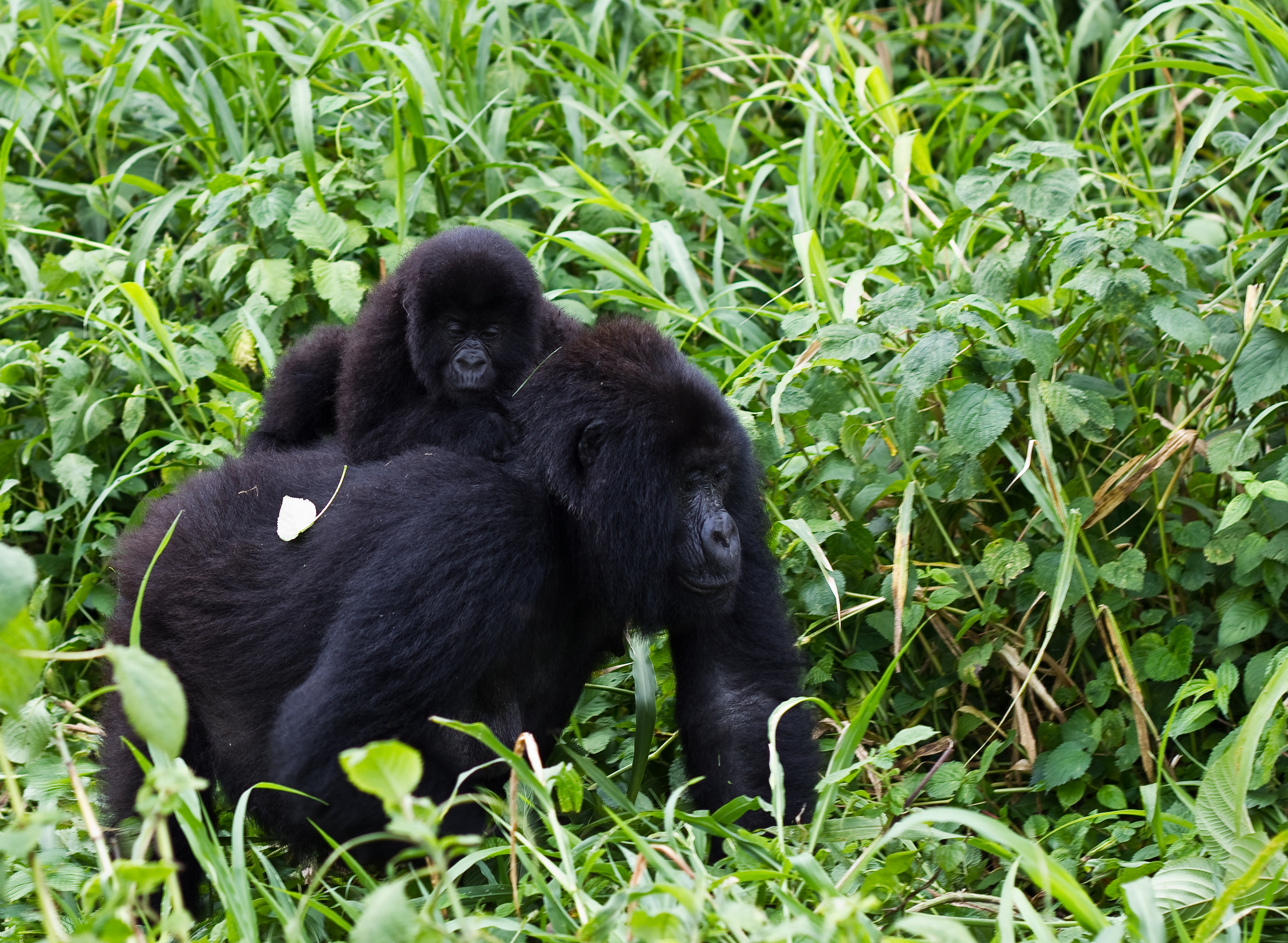
Gorilas-das-montanhas no Parque Nacional de Virunga, 2011

O Institut des Parcs Nationaux du Congo belge (IPNB, Instituto de Parques Nacionais do Congo Belga) foi criado em 1934 para administrar os parques criados em 1925, o Parque Albert e o Parque Nacional de Virunga. Em 1938 e 1939, foram criados os parques nacionais da Garamba e de Upemba, confiados à gestão do IPNB. Durante este período, o IPNB foi gerido por um comitê de gestão, com sede em Bruxelas.
Em 1960, quando o Congo se tornou independente, o IPNB passou a ser supervisionado pelo Ministério da Agricultura do Congo. Rebelião e guerra civil perturbam parques nacionais do leste, diversos conservadores e guardas florestais morrem em conflito. Em 1967, o INPB passou a chamar Institut national de la conservation de la nature (INCN, Instituto Nacional de Conservação da Natureza). Em 1975, o Institut zaïrois pour la conservation de la nature (IZCN, Instituto Nacional de Conservação da Natureza) é criado 22 de julho de, substituindo o INCN.
Em 1997, quando o Zaire voltou a ser a República Democrática do Congo, o instituto assumiu o nome de “Institut Congolais pour la Conservation de la Nature”. Em 2010, absorveu as competências do Instituto de Jardim Zoológico e Botânico do Congo, e as suas missões foram redefinidas.

## Mortes de guardas

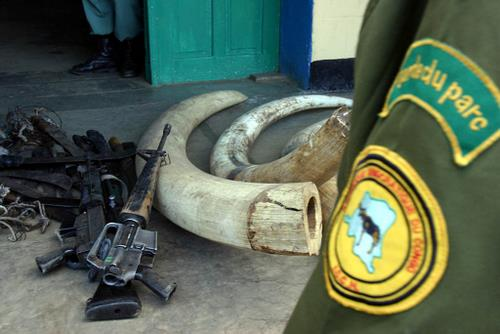
Armas e marfins apreendidos pelo ICCN em 2003

O Parque Nacional de Virunga, o parque nacional mais antigo da África, foi fundado em em 1925 por autoridades coloniais belgas e é Patrimônio Mundial da UNESCO desde 1979. O parque é um dos administrados pelo ICCN e é o lar de gorilas-das-montanhas em situação crítica, bem como centenas de outras espécies raras, enfrentou repetidas incursões e ataques de grupos armados locais. A caça furtiva, o tráfico de vida selvagem, a destruição do habitat e principalmente o comércio ilegal de carvão por milícias e a exércitos estrangeiros na área são as principais ameaças à sobrevivência da vida selvagem do parque. Desde 1925, mais de 200 guardas-florestais foram mortos (só no parque nacional de Virunga) e por muitos anos durante a Guerra Civil na República do Congo (1997–1999). Durante a guerra, a população de gorilas-das-montanhas de Virunga diminuiu para 300. Os guardas-florestais, que são recrutados em aldeias próximas, recebem um salário mensal de 250 dólares, uma quantia considerável para eles.
Em janeiro de 2007, grupos de gorilas foram baleados por um grupo rebelde que caçava furtivamente no parque. Grupos rebeldes invadem o habitat dos gorilas para coletar carvão para o comércio ilegal. Segundo Emmanuel de Merode, então diretor do WildlifeDirect (grupo de conservação com sede no Congo e no Quênia que apoia os guardas), "os gorilas se tornam um obstáculo para o comércio de carvão" e "há um incentivo muito forte para essas pessoas matarem os gorilas". "Os últimos 15 anos da história do Congo foram definidos pela exploração ilegal dos recursos naturais", disse de Merode. Ele estima que só o comércio de carvão em Goma, uma cidade de 500 mil habitantes, vale 30 milhões de dólares americanos. Grande parte do comércio está conectado ao vizinho Ruanda, que manteve uma forte influência no leste do Congo desde que suas tropas expulsaram os milicianos que se escondiam aqui após o genocídio de 1994 em Ruanda.
Em abril de 2020, doze guardas e quatro civis foram mortos em um ataque armado ao parque, deixando três outros guardas gravemente feridos. Segunda o parque, o autor do ataque foi o grupo armado hutu Forças Democráticas pela Libertação de Ruanda. Cerca de 60 combatentes das Forças Democráticas pela Libertação de Ruanda emboscaram um comboio de civis que estava sendo protegido por 15 guardas-florestais.
Atualmente o ICCN conta com 689 guardas-florestais empregados por Viruga, servindo ativamente para proteger o parque, recursos naturais e as comunidades locais.